# 烏美 (新加坡)

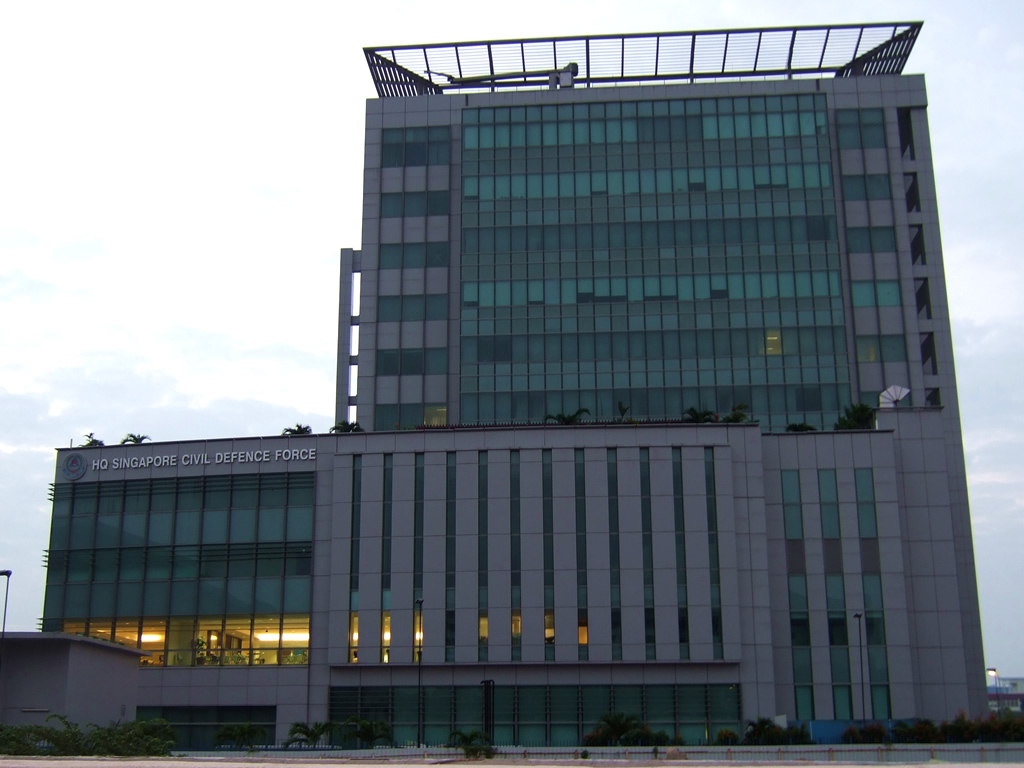
位於當地的新加坡民防部队（Singapore Civil Defence Force）總部

乌美（別稱甘榜乌美或烏美邨），是位於新加坡中區的一個地區性社區與住宅區，隸屬於芽笼規劃區。
烏美在過去是一座農村，以種植蔬菜為主。隨著該地區的發展，如今烏美村主要是工業區，只有東南角開發為住宅區，由建屋發展局 (HDB) 建造了約 50 棟公寓大樓。

## 名稱由來
乌美源自馬來語“Ubi”，意指木薯。這是因為馬來人過去曾在該地區種植小型木薯。

## 交通
烏美地鐵站位於濱海市區線，服務該區的居民和產業工人。該站於2017年10月21日啟用。